# Sikiiyana (taal)
Sikiiyana, ook wel Sikïïyana, Kashuyan, Sikiana, Chikena, Chiquena, Chiquiana, Shikiana, Sikiâna, Sikïiyana, Xikiyana en Xikujana, was een Caraïbische taal.
De taal werd eind 20e eeuw nog gesproken door 15 inheemsen in Suriname en 33 in Brazilië. De taal werd ooit ook in in Venezuela gesproken en is ook daar waarschijnlijk uitgestorven.
Het Warikyana, een dialect van het Sikiiyana, is in 2000 uitgestorven.